# Утрехтсе-Хёвелрюг
Утрехтсе-Хёвелрюг (нидерл. Utrechtse Heuvelrug) — община в Нидерландах, в провинции Утрехт.

## Состав
Община состоит из следующих деревень (в скобках указано население на 2019 год):
- Амеронген (5 380)
- Дорн (10 215)
- Дриберген-Рейсенбюрг (18 840)
- Лерсум (7 575)
- Марн (4 770)
- Марсберген (1 165)
- Оверберг (1 545)

## География
Территория общины занимает 133,94 км², из которых 132,01 км² — суша и 1,93 км² — водная поверхность. На 1 августа 2020 года в общине проживало 49 784 человека.